# Едуард Малофејев
Едуард Васиљевич Малофејев (рус. Эдуа́рд Васи́льевич Малофе́ев; 2. јун 1942) бивши је руски, белоруски и совјетски фудбалер и тренер. Заслужни мајстор спорта СССР-а (1967). 

## Биографија
Играо је на позицији нападача у Спартаку из Москве и Динаму из Минска. Освојио је првенство СССР 1962. и био најбољи стрелац првенства 1971. године.
Прву утакмицу за репрезентацију СССР одиграо је 1963. године против Мађарске. Био је у саставу репрезентације Совјетског Савеза на Европском фудбалском првенству 1964. године, са екипом је освојио сребрну медаљу. Играо је за СССР на Светском првенству у Енглеској 1966. када су заузели четврто место. Истакнутију улогу у репрезентацији имао је на Светском првенству у Енглеској, где је совјетски тим једини пут у историји стигао до полуфинала турнира. У првом мечу против репрезентације Северне Кореје, Малофејев је био двоструки стрелац, постигавши први и трећи гол на мечу (завршено је резултатом 3:0). Постигао је још један гол у мечу за треће место против репрезентације Португалије, али га је совјетски тим изгубио резултатом 1:2 (совјетски извори су овај гол приписали Слави Метревелију). Последњи турнир за Малофејева у саставу репрезентације било је Европско првенство 1968. у Италији (четврто место). Укупно је одиграо 40 утакмица за репрезентацију СССР-а, постигао 6 голова.
Као тренер водио је Динамо из Минска, освојивши првенство 1982. (једини пут када је совјетско првенство освојио неки белоруски клуб), репрезентацију Совјетског Савеза између 1983. и 1986. (није их тренирао на Светском првенству 1986, већ током квалификација) и био је селектор Белорусије од 2000. до 2003. године.

## Успеси

### Клуб
- Првенство СССР: 1962.
- Најбољи стрелац првенства СССР: 1971.

### Репрезентација
СССР
- Европско првенство друго место: Шпанија 1964.

### Тренер
- Првенство СССР: 1982.
- Квалификације за Светско првенство 1986: 1985.
- Изборен одлазак на завршни фудбалски турнир Летњих олимпијских игара у Лос Анђелесу: 1984. (Совјети су бојкотовали игре у САД, као што су Американци бојкотовали игре 1980. у Москви)
- Улазак у Премијер лигу Русије: 1993.
- Улазак у Прву лигу Русије (2): 1996, 2009.
- Улазак у Другу лигу Русије: 1999.
- Шампион Русије (као и победник шампионата и МРО Северозападног купа) аматерска лига КФК: 1999.